# 貝爾塔島
67°23′S 59°39′E / 67.383°S 59.650°E
貝爾塔島（英語：Bertha Island）是南極洲的島嶼，位於威廉斯科斯比灣東部，處於艾拉島以南2公里，長5公里，該島嶼在1936年2月由英國探險隊發現。